# Ołesia Parandij
Ołesia Petriwna Parandij, ukr. Олеся Петрівна Парандій (ur. 11 czerwca 1991 w Chmielnickim) – ukraińska piłkarka ręczna, prawoskrzydłowa, zawodniczka Korony Handball.
Występowała w drużynach ukraińskich: Hałyczance Lwów i Karpatach Użhorod. Z Hałyczanką zdobyła trzy mistrzostwa Ukrainy w sezonach 2014/2015, 2015/2016, 2016/2017 i dwa puchary tego kraju (2016, 2017). W jej barwach występowała też w europejskich pucharach – w sezonie 2013/2014 rzuciła trzy gole w rozegranym 5–6 kwietnia 2014 półfinałowym dwumeczu Challenge Cup ze szwedzkim H 65 Höör (22:29; 25:29). W sezonie 2014/2015, w którym zdobyła 21 bramek, ponownie dotarła ze swoim zespołem do półfinału Challenge Cup. W sezonie 2015/2016 wystąpiła z kolei w czterech meczach Pucharu EHF, w których rzuciła osiem bramek. W sezonie 2016/2017 zajęła z Hałyczanką 3. miejsce w Lidze Bałtyckiej. W 2017 podpisała dwuletni kontrakt z Koroną Handball. W Superlidze zadebiutowała 9 września 2017 w przegranym meczu z MKS-em Lublin (16:30), w którym zdobyła dwie bramki.
W 2013 ukończyła studia na Lwowskim Państwowym Uniwersytecie Kultury Fizycznej.

## Statystyki
| Klub                                    | Sezon     | Liga      | Liga | Liga | Liga |
| Klub                                    | Sezon     | Liga      | M    | B    | Śr.  |
| --------------------------------------- | --------- | --------- | ---- | ---- | ---- |
| Korona Handball                         | 2017/2018 | Superliga | 4    | 10   | 2,5  |
| Stan na koniec I rundy sezonu 2017/2018 |           |           |      |      |      |

## Sukcesy
Hałyczanka Lwów
- Mistrzostwo Ukrainy: 2014/2015, 2015/2016, 2016/2017
- Puchar Ukrainy: 2016, 2017